# Бледар Деволлі
Бледар Деволлі (алб. Bledar Devolli; нар. 15 січня 1978, Гірокастра, Албанія) — албанський футболіст, виступав на позиції півзахисника, головний тренер косовського клубу «Дреніца».

## Клубна кар'єра
Дорослу футбольну кар'єру розпочав 1996 року в «Люфтерарі». Потім перейшов до «Бюліс» (Балш), але вже наступного року повернувся до «Люфтерарі». У 2001 році став гравцем «Тирани», а наступного року — «Влазнії». З 2003 по 2006 рік захищав кольори «Томорі», «Люшні», «Ельбасані» та «Скендербеу». У 2008 році підсилив «Теуту», а наступного року — «Партизані». З 2008 по 2010 рік знову грав за «Тирану».
У 2010 році став гравцем «Фламуртарі». 19 липня 2011 року головний тренер «Фламуртарі» Шпетим Г'їка ініцював розірвання контракту з Бледаром та ще 3-ма гравцями клубу (Даніелем Джафою, Сабіно Плаку та Джуліаном Ахматаєм). У 2011 році перебрався до «Люфтерарі»
30 липня 2012 року приєднався до «Шкумбіні». Футбольну кар'єру завершив 2013 року в складі «Партизані».

## Кар'єра в збірній
Дебютний виклик до табору національної збірної Албанії отримав 2000 року для участі в Міжнародному футбольному турінірі на Мальті. Дебютував за збірну 6 лютого в першому таймі переможного (3:0) поєдинку проти Андорри. Вдруге за збірну Албанії зіграв два дні по тому, в переможному (1:0) матчі проти Азербайджану. В останньому матчі Бледар відпочивав, а збірна Албанії обіграла Мальту, набрала 9 очок та виграла турнір.

## Кар'єра тренера
Кар'єру тренера розпочав 8 липня 2014 року як новий головний тренер свого колишнього клубу «Люфтерарі», який тренував протягом сезону 2014/15 років. 8 лютого 2015 року після безгольової нічиєї проти «Бутринті», яка залишила команду на передостанньому місці в Першому албанському дивізіоні, Деволлі подав у відставку. Його рішення затвердило керівництво клубу.
28 січня 2016 року призначений новим головним тренером клубу Першого дивізіону Албанії «Камза». 26 березня наступного року залишив займаний пост.
5 серпня 2017 року приєднався до команди Першого дивізіону Бюліс (Балш), перед Бледаром поставили завдання вивести команду до вищого дивізіону чемпіонату Албанії. 4 жовтня, після безгольової нічиєї проти «Турбіни», залишив займану посаду.
У січні 2019 року призначений головним тренером «Кастріоті», який перебував у зоні вильоту.

## Статистика виступів

### У збірній
| Дата     | Місто  | Господарі | Результат | Гості   | Турнір           | Голи | Примітки |
| -------- | ------ | --------- | --------- | ------- | ---------------- | ---- | -------- |
| 6-2-2000 | Тирана | Албанія   | 3 – 0     | Андорра | товариський матч | -    | 45'      |
| Усього   |        | Матчів    | 1         |         | Голів            | 0    |          |

## Досягнення

### Клубна
«Тирана»
- Суперліга Албанії
  -  Чемпіон (1): 2008/09

- Кубок Албанії
  -  Володар (1): 2001/02

- Суперкубок Албанії
  -  Володар (1): 2009